# E-book
E-book, książka elektroniczna, publikacja elektroniczna, e-książka – publikacja elektroniczna, zapisana w odpowiednim formacie, możliwym do odczytania za pomocą komputerów, telefonów komórkowych czy też innych przystosowanych do tego urządzeń elektronicznych. E-booki składają się z tekstu, obrazów lub też połączenia obydwu elementów.

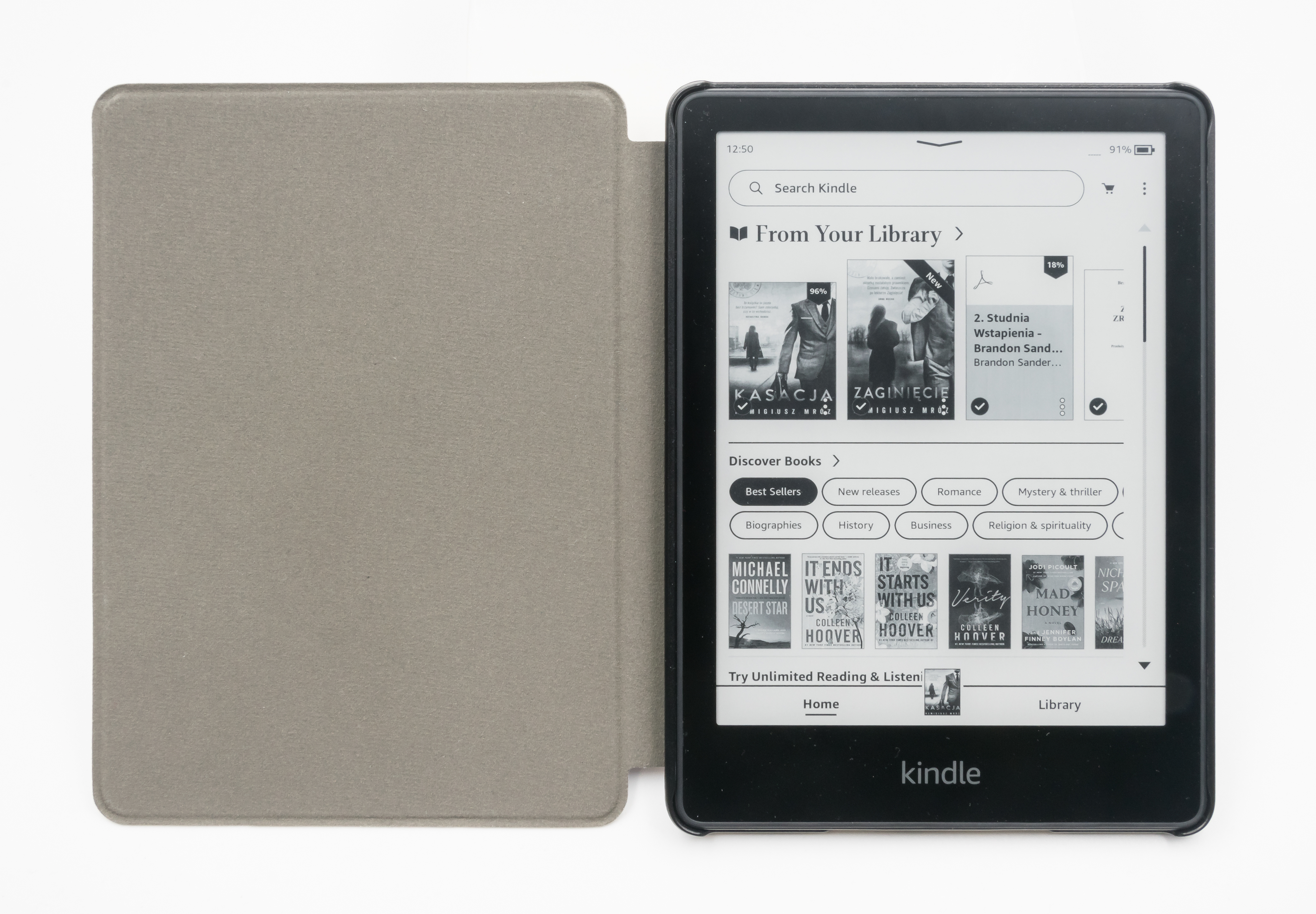
Amazon Kindle Paperwhite z polskojęzycznymi e-bookami

E-book często jest elektroniczną wersją publikacji tradycyjnej, jednak niektóre e-książki istnieją bez drukowanego odpowiednika. Publikacja elektroniczna jest niekiedy ujmowana szerzej, gdyż obejmuje materiały elektroniczne niebędące książkami, jak choćby artykuły internetowe. E-książki można czytać na dedykowanych urządzeniach, czyli czytnikach, ale także na dowolnym urządzeniu komputerowym z kontrolowanym ekranem, w tym desktopach, laptopach, tabletach, palmptopach i smartfonach.
Do głównych zalet e-booków należą niższe ceny i większy komfort w stosunku do książki tradycyjnej (ponieważ można je kupować w domu lub w podróży za pomocą urządzeń mobilnych), łatwa archiwizacja, dostęp do dużej ilości książek oraz większy wybór tytułów. Książki elektroniczne również posiadają okładkę, spis treści, ilustracje czy inne elementy występujące w książkach tradycyjnych. E-book umożliwia zmianę wielkości i kroju pisma, tła i formatowanie tekstu. W zależności od czytnika, którym dysponujemy, w tekście można również wyszukiwać strony i pojedyncze słowa, dodawać zakładki i wpisywać notatki do tekstu.

## Terminologia
W języku polskim funkcjonują równolegle terminy: e-book, e-książka oraz książka elektroniczna. Mogą one oznaczać zarówno publikacje elektroniczne, jak i urządzenia do ich odczytu, chociaż część źródeł nazywa te urządzenia czytnikami, e-czytnikami lub czytnikami książek elektronicznych. 
Słownik informatyczny wydawnictwa Helion z 2005 roku definiuje e-książkę jako „elektroniczne urządzenie przenośne, które pozwala
wyświetlać zawartość pamięci, np. tekst książki”. Łukasz Gołębiewski w książce Śmierć książki: no future book z 2008 roku zestawił powyższą definicję z definicją zaczerpniętą z Wikipedii: „treść zapisana w formie elektronicznej, przeznaczona do odczytania za pomocą odpowiedniego oprogramowania zainstalowanego w urządzeniu komputerowym” oraz przyjął nazwę e-książka dla publikacji (pliku tekstowo-graficznego), natomiast dla urządzenia nazwę e-czytnik. Internetowy Słownik języka polskiego wydawnictwa PWN podaje dwa znaczenia terminu e-book: „książka dostępna w wersji elektronicznej” oraz urządzenie przeznaczone do odczytywania takich publikacji. Natomiast Encyklopedia książki z 2017 roku definiuje książkę elektroniczną jako „dokument elektroniczny upodobniony do konwencjonalnej książki pod względem organizacji treści i funkcjonalności” oraz stwierdza, że chociaż początkowo nazywano tak również „podręczne urządzenia elektroniczne udostępniające treści piśmiennicze”, to obecnie stosowana jest raczej nazwa „czytniki”.

## Historia

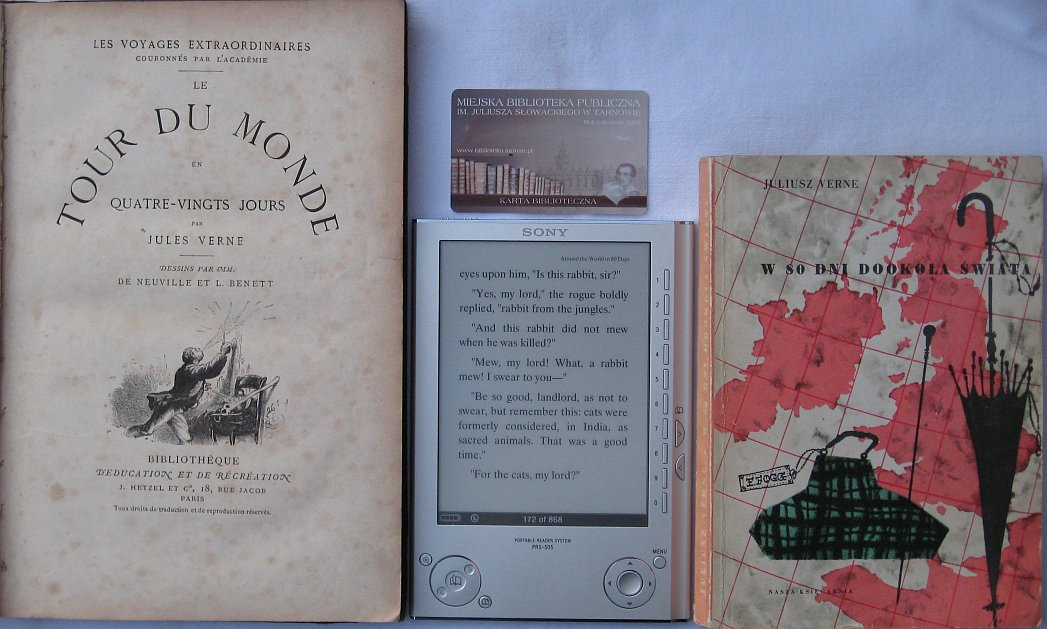
Porównanie wielkości e-czytnika, książek i karty bibliotecznej

### Koncept
Pierwszy koncept czytnika e-booków najprawdopodobniej pojawił się w manifeście Boba Browna z 1930 roku. Brown napisał tekst po obejrzeniu pierwszego filmu z dźwiękiem (kolokwialnie nazywanego ówcześnie „talkies”). To doświadczenie było dla niego inspiracją do zatytułowania pracy The Readies. Brown w swojej książce stwierdza, że filmy poprzez uwzględnienie w nich dźwięku wyprzedziły książki, dlatego wydawcy powinni znaleźć nowe środki przekazu. 
Idea Browna polegała w dużej mierze na reformacji ortografii i słownictwa, a nie na zmianie medium. Jego pomysły uwzględniały stosowanie zbitek wyrazowych zamiast zwykłych słów oraz stosowanie znaków interpunkcyjnych w celu symulowania ruchu. Rola Browna w historii e-booków nie jest do końca jasna, gdyż model zaproponowany przez Browna nie był stosowany w czytnikach e-booków. Udało mu się jednak przewidzieć miniaturyzację i przenośną naturę czytników. W artykule The Godfather of the E-book Jennifer Schuessler opisuje wizje autora: „Maszyna ta, opisuje Brown, pozwalałaby czytelnikowi zmieniać wielkość czcionki, unikać zacięć papierem oraz ratować drzewa, jednocześnie czasie przybliżając dzień, w którym słowa będą «zapisywane bezpośrednio w drgającym eterze»”.

### Prototypy
Zanim powstała pierwsza e-książka, skonstruowane zostały maszyny, które można uznać za jej prototypy. Zaliczyć do nich można:

#### Enciclopedia Mecánica

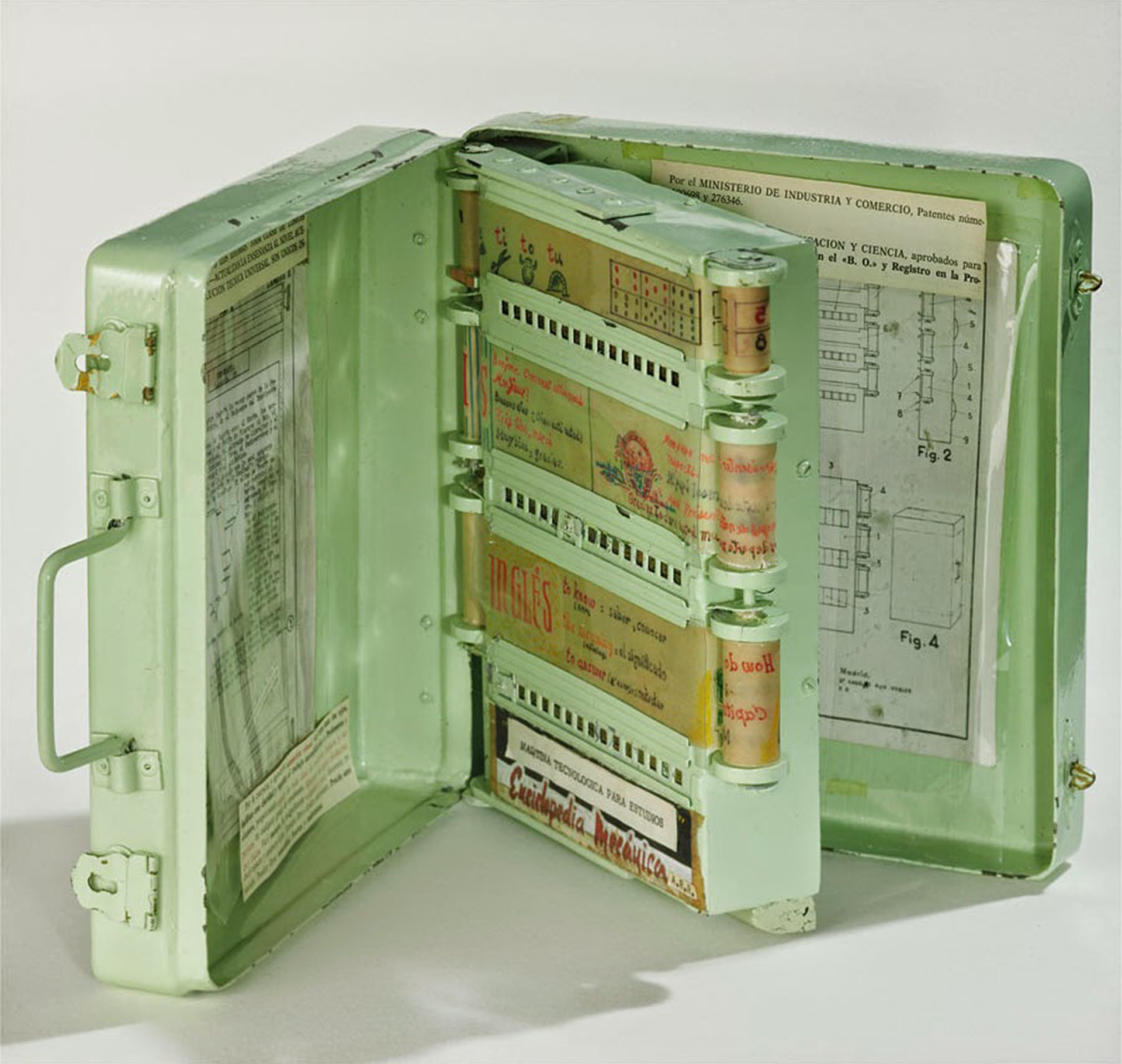
Prototyp Enciclopedia Mecánica z Narodowego Muzeum Nauki i Techniki w A Coruña

Skonstruowana na początku 1949 roku przez hiszpańską nauczycielkę Angelę Ruiz Robles. Urządzenie miało stanowić alternatywę dla uczniów, którzy musieli codziennie nosić w plecakach ciężkie podręczniki do szkoły. Pierwszy projekt maszyny działał za sprawą sprężonego powietrza i zestawu liter nadrukowanych na szpule. Ostateczny projekt miał też zawierać szkło powiększające, kalkulator, nagrania dźwiękowe oraz elektryczne światło do nocnego czytania. Projekt nigdy nie wszedł do fazy produkcji, nie został też opatentowany. Prototyp maszyny znajduje się obecnie w Narodowym Muzeum Nauki i Technologii w A Coruña w Hiszpanii.

#### Index Thomisticus
Elektroniczny indeks zebranych prac Świętego Tomasza z Akwinu. Projekt został zapoczątkowany w 1949 roku przez włoskiego księdza Roberto Busa, należącego do zakonu jezuitów. Prace nad indeksem ukończono w 1970 roku. Początkowo był on przechowywany na pojedynczym komputerze a w 1989 został wydany w formie płyty CD. W 2005 stworzona została wersja online indeksu. Zaprojektowali ją E. Alarcón and E. Bernot we współpracy z Roberto Busa.

#### NLS
W latach 60. powstało kilka projektów, które są uznawane przez historyków za prototypy współczesnych książek elektronicznych. Zaliczyć do nich można między innymi projekt NLS (oN Line-System) nadzorowany przez Douglasa Engelbarta z Stanford Research Institute. Projekt ten był pierwszym tego typu przedsięwzięciem, które wykorzystywało hipertekst, myszkę, monitory skanowania rastrowego, programy do prezentacji, system okienek oraz innych rozwiązań wykorzystywanych w przyszłych projektach komputerowych.  Projekt był ufundowany przez Agencję Zaawansowanych Projektów Badawczych (ARPA), znanej współcześnie jako DARPA.

#### Hypertext Editing SystemiFRESS
Obydwa projekty były prowadzone przez Teda Nelsona i Andriesa van Dama we współpracy z Uniwersytetem Browna. Dokumenty FRESS (File Retrieval and Editing System) działały na systemach IBM i były zdolne do dynamicznego formatowania dla różnych użytkowników, wyświetlaczy i innych czynników, zawierały też automatyczne indeksy i spisy treści. Pozwalały one również na wykorzystanie hiperłączy. FRESS był używany głównie do tworzenia adnotacji online, czytania długich tekstów oraz form dyskusyjnych stworzonych dla kierunków np. Biochemii. Uniwersytet kontynuował prace nad książkami elektronicznymi, co przyczyniło się do powstania projektu hipertekstowego InterMedia oraz założenia firmy Electronic Book Technologies, która stworzyła DynaText, czyli pierwszy system e-czytnika oparty na języku SGML. Projekty uniwersytetu posłużyły grupie Scholarly Technology Group w pracy nad standardem Open eBook.  Stworzenie terminu książka elektroniczna jest przypisywane Van Damowi.

### Twórca
Za pierwszego twórcę e-booka uznaje się Michaela S.Harta. Zgodnie z jego założeniami największą wartością, którą powinien przynieść rozwój komputerów, których zadaniem będzie nie tylko umiejętność wykonywania skomplikowanych obliczeń, co raczej możliwość magazynowania, upowszechniania oraz przeszukiwania zbiorów przechowywanych w tradycyjnych bibliotekach. Hart w 1971 r. pracował na komputerze Xerox Sigma V Mainframe na Uniwersytecie Illinois w Chicago. Za pierwszego e-booka i jednocześnie pierwszą pozycję Projektu Gutenberg (najstarszej na świecie internetowej biblioteki cyfrowej) uznaje się Deklarację Niepodległości Stanów Zjednoczonych, która została napisana zwykłym tekstem, aby móc ją pobierać i przeglądać na innych urządzeniach. Kolejne teksty wprowadzone przez Harta miały charakter polityczny i historyczny (były to m.in. pisma Johna F. Kennedy’ego i Abrahama Lincolna). W 1989 r. udostępniono tekst Biblii (Stary i Nowy Testament). Pierwszym utworem typowo literackim była Alicja w krainie czarów. Książka Lewisa Carrolla została opublikowana dopiero w 1991 r. i otrzymała numer katalogowy 11.

## Formaty publikacji
Treść tej sekcji może nie być zgodna z zasadami neutralnego punktu widzenia.
Dokładniejsze informacje o tym, co należy poprawić, być może znajdują się w dyskusji tej sekcji.
 Po wyeliminowaniu niedoskonałości należy usunąć szablon {{Dopracować}} z tej sekcji.

### Historia formatów
Elektroniczną książką, w szerokim tego słowa znaczeniu, można by nazwać każdy elektroniczny dokument czy plik tekstowy opatrzony spisem treści i systemem nawigacyjnym dający się odczytać na dowolnym urządzeniu elektronicznym.
Rolę e-książek można było przypisać wielu systemom pomocy w programach komputerowych, np. WinHelp, wprowadzony w 16-bitowych wersjach systemów Windows, który wykorzystuje darmowy kompilator Microsoftu.
Wiodącą rolę przejął w połowie lat 90. HTML Help, czyli standardowy system pomocy w aplikacjach Windows 95 i jego następców. Bazując na dokumentach HTML, nadawał się do tworzenia książek elektronicznych, co zawdzięczał możliwości utworzenia systemu nawigacyjnego, skorowidza czy systemu wyszukiwawczego. Także i tutaj za ostateczną postać odpowiada kompilator Microsoftu jednakże nie potrafiący skompilować rozmaitych formatów multimediów.
Mianem książek elektronicznych nie określa się kompleksów dokumentów HTML, gdyż nie są one jednolitym plikiem, aczkolwiek taki podział ma niewątpliwie arbitralny charakter.
Równolegle z dominującymi formatami Microsoftu, ale wyraźnie na marginesie głównego nurtu, rozwijała się JavaHelp, promowana przez Sun Microsystems. Jest on funkcjonalnie bardzo zbliżony do HTML Help (oba te systemy są często zaliczane do wspólnej kategorii HTML-based Help). Podstawową zaletą tego formatu jest międzyplatformowość pozwalająca uruchamiać sporządzone za jego pomocą archiwa za pomocą wirtualnej maszyny Javy. System ten nie doczekał się większego wsparcia (choć zainteresowały się nim m.in. ForeFront, BlueSky, Quadralay czy WexTech Systems), zaś jego popularność jest szczątkowa.
Obok systemów pomocy od początku lat 90. rozwijane też były uniwersalne formaty, mające stanowić panaceum na wielość formatów dokumentów – np. PDF, ale wzorcem była zaniechana dość szybko Replica. Dopiero potem powstały Acrobat, Common Ground i Envoy. Twórca formatu, Tumbleweed Software nawiązał współpracę z firmą WordPerfect Corporation a posiadacze WordPerfecta mogli eksportować dokumenty WordPerfecta w przenośnym formacie Envoy. W 1994 WordPerfect został zakupiony przez firmę Novell. Format był przez nich w dalszym ciągu używany i promowany, ale był on powoli wypierany przez popularniejszy PDF. Dwa lata później Wordperfect został zakupiony przez Corel, który po nieudanej próbie utrzymania Envoya zrezygnował z niego na rzecz PDF, który jest w nim wykorzystywany do dzisiaj.
Adobe pracował w tym czasie mocno nad Acrobate, zaś połączenie Adobe Reader z Glassbook Readerem zaowocowało powstaniem uniwersalnego czytnika dokumentów PDF i elektronicznych książek.
Także i Microsoft stworzył swój własny format e-booków (rozszerzenie.lit), odpowiedni kompilator oraz tzw. Microsoft Reader, a nawet specjalną wtyczkę do Worda służącą do kompilowania jego dokumentów. System ten zyskał sobie znaczną popularność i miejsce w księgarniach internetowych, choć po okresie żywego zainteresowania ze strony rynku na internetowej stronie MS Readera nie widać większej aktywności.
Oprócz tego wiele małych firm lub indywidualnych programistów tworzyło własne kompilatory książek elektronicznych. Wśród książek na urządzenia mobilne kilku producentów opanowało większość istniejących systemów (Windows Mobile, Palm OS, Symbian) – są to m.in. Mobipocket oraz ISilo.
Na początku XXI wieku w sprzedaży pojawiły się urządzenia przeznaczone do czytania książek elektronicznych, takie jak Amazon Kindle, Sony Reader, Onyx Boox, BeBook, iLiad, iRex, CyBook. Obecnie najpopularniejsze formaty e-booków to EPUB oraz MOBI.

### Obecnie używane formaty e-booków
Pisarze i wydawcy mają do wyboru wiele formatów podczas publikacji e-booków. Poniżej znajdują się najpopularniejsze czytniki elektroniczne w Polsce oraz na świecie i obsługiwane przez nie formaty:
| Czytnik                           | Formaty plików obsługiwanych przez czytnik                                                                         |
| --------------------------------- | --- |
| Amazon Kindle i tablety Fire      | AZW, AZW3, KF8, non-DRM MOBI, PDF, PRC, TXT                                                                        |
| Barnes & Noble Nook i Nook Tablet | EPUB, PDF |
| Apple iPad                        | EPUB, PDF |
| Sony Reader                       | EPUB, PDF, TXT, RTF, DOC, BBeB                                                                                     |
| Kobo eReader                      | EPUB, PDF, TXT, RTF, HTML, CBR (komiks), CBZ (komiks)                                                              |
| PocketBook                        | PDF (Adobe DRM), EPUB (Adobe DRM), DjVu, FB2, FB2.zip, MOBI, DOCX, RTF, TXT, CHM, HTML (podstawowy), CBZ, CBR, CBT |
| InkBOOK                           | EPUB, EPUB z Adobe DRM (ADEPT), FB2, HTML, MOBI (bez DRM), PDF, RTF, TXT.                                          |

## Rozwój e-booków w Polsce
Rynek e-booków w Polsce zaczął rozwijać się od 2010 roku, kiedy firma Virtualo, specjalizująca się w rozwiązaniach IT do sprzedaży e-booków, została kupiona przez Empik. Szacuje się, że w 2017 r. rynek e-booków w Polsce wart był 100 mln zł i stanowił ok. 5% wartości całego rynku książki.
W sierpniu 2019 roku Sejm przyjął rządowy projekt ustawy o zmianie ustawy o podatku od towarów i usług. Od 1.11.2019 roku stawka VAT na e-booki została obniżona do 5% (z 23%). Podobnie jest z e-prasą, podatek zostanie obniżony do 8%. Podobne zróżnicowanie występuje w Unii Europejskiej (z wyjątkiem Francji i Luksemburga). W 2017 roku Ministerstwo Finansów wyraziło zgodę na obniżenie VAT-u, podobnie Sejm RP, jak również Komisja Europejska i Parlament Europejski, jednak dalsze kroki zostały zatrzymane w Radzie Europejskiej przez rząd Czech.